# إيلاريا أوتشيني
إيلاريا أوتشيني (28 مارس 1934 - 20 يوليو 2019)، هي ممثلة مسرحية وتلفزيونية وسينمائية إيطالية. ظهرت في أكثر من 30 فيلما. تزوجت من الكاتب رافائيل لا كابريا وأنجبت منه ابنة وهي الممثلة ألكسندرا لا كابريا.

## روابط خارجية
- Ilaria Occhini في قاعدة بيانات الأفلام على الإنترنت